# Babonoyaba
Babonoyaba är en ort i Mexiko.   Den ligger i kommunen Satevó och delstaten Chihuahua, i den nordvästra delen av landet, 1 200 km nordväst om huvudstaden Mexico City. Babonoyaba ligger 1 429 meter över havet och antalet invånare är 175.
Terrängen runt Babonoyaba är platt åt sydväst, men åt nordost är den kuperad.  Trakten runt Babonoyaba är nära nog obefolkad, med mindre än två invånare per kvadratkilometer. Närmaste större samhälle är San Francisco Javier de Satevó, 12,5 km söder om Babonoyaba. Omgivningarna runt Babonoyaba är i huvudsak ett öppet busklandskap.